# L'Alzinar (Erinyà)
L'Alzinar és un indret u un bosc d'alzines del terme municipal de Conca de Dalt, dins del territori de l'antic terme de Toralla i Serradell, al Pallars Jussà, en terres del poble d'Erinyà.
Està situat al nord d'Erinyà, just al sud de la partida de Sant Joan de Graus, sota l'extrem oriental de les Roques de Carbes. És al nord-est de la Guineu i al nord-oest del Planell de les Vinyes.